# Sophie Aymon
Pour les articles homonymes, voir Aymon.
Sophie Aymon, née le 13 décembre 1979 à Lausanne, est la première femme assermentée capitaine de bateau de la Compagnie générale de navigation sur le lac Léman (CGN).

## Biographie
Sophie Aymon naît le 13 décembre 1979 à Lausanne, dans le canton de Vaud et passe son enfance à Martigny.

### Études et parcours professionnel
Sophie Aymon obtient une maturité professionnelle commerciale en juin 2001.
Elle travaille à la CGN depuis le 15 avril 2002, sur un bateau à roues datant de 1907, le Vevey, qui navigue sur le Haut-Lac, entre Vevey et Montreux. Elle commence son emploi en tant que saisonnière, prenant la place d'un employé blessé, dans le but de financer un séjour en Australie. Elle effectue des tâches de radelage, qui consiste à rester à quai et installer les passerelles au passage des bateaux.
Elle est contrôleuse II en 2004, puis contrôleuse I en 2005. En 2006, elle occupe le poste de caissière, avant de devenir commissaire de bord en 2013,. En 2017, à la suite d'un changement de filière, elle est nommée sous-timonière. Deux ans plus tard, en 2019, elle devient timonière, puis pilote en 2022.
Le 27 mars 2024, elle est assermentée et officiellement nommée capitaine par la CGN. Elle reçoit ses galons et, au lieu de la traditionnelle casquette, un couvre-chef similaire à celui que portent les femmes dans la marine française. 
Sophie Aymon est la première femme capitaine de la compagnie, une profession restée masculine durant 151 ans. « La domination masculine, c’est fini, les femmes arrivent enfin. Je suis assez contente, et mes collègues aussi » déclare Sophie Aymon.

## Filmographie
: document utilisé comme source pour la rédaction de cet article.
- Joël Antonin, « Zoom sur une femme qui sera bientôt capitaine, aux commandes d’un navire de la CGN », sur canal9.ch, 6 juin 2017, 6’37“
- Sophie Jaton Schneider, « Capitaine à la CGN », archives de la RTS, 18 octobre 2020, 11’42“ « Sophie Aymon, jeune timonière en formation, et Jean-Pierre Rod, quarante-sept ans de navigation sur le lac Léman, partagent un regard complice sur le métier de capitaine ».
- [vidéo][Production de télévision] « Sophie Aymon est devenue en mars dernier la première femme capitaine de la CGN » sur RTS Un, 28 mai 2024, 2:41 min (consulté le 28 mai 2024)